# Мартинс, Адриану
Адриа́ну Соа́рис Марти́нс (порт.-браз. Adriano Soares Martins; род. 12 июня 1982, Манаус) — бразильский боец смешанного стиля, представитель лёгкой весовой категории. Выступает на профессиональном уровне начиная с 2004 года, известен по участию в турнирах бойцовских организаций UFC, Strikeforce, Dream, Jungle Fight, владел титулом чемпиона Jungle Fight в лёгком весе.

## Биография
Адриану Мартинс родился 12 июня 1982 года в Манаусе, штат Амазонас. В 1994 году начал серьёзно заниматься дзюдо, посвятил этому виду единоборств около шести лет, удостоившись в итоге коричневого пояса. Желая улучшить навыки борьбы в партере, с 1999 года также осваивал бразильское джиу-джитсу и добился здесь больших успехов: выигрывал чемпионаты мира по БЖЖ среди синих поясов (2003) и среди пурпурных (2004), становился бронзовым призёром мирового первенства среди чёрных поясов (2006). Чтобы прокормить свою образовавшуюся семью, в конечном счёте перешёл в смешанные единоборства.

### Начало профессиональной карьеры
Дебютировал в ММА на профессиональном уровне в марте 2004 года, выиграв сразу три боя за один вечер, в том числе взял верх над довольно сильным соотечественником Лукасом Лопесом. Затем потерпел два поражения подряд, в частности проиграл по очкам довольно известному бойцу Глейсону Тибау. Дрался преимущественно в местных небольших промоушенах, несколько раз выступал в крупной бразильской организации Jungle Fight, где в течение некоторого времени владел титулом чемпиона в лёгкой весовой категории. Впервые выехал заграницу в сентябре 2008 года — побывал в Японии и на турнире Dream вышел на ринг против местного бойца Кэйты Накамуры — их противостояние продлилось всё отведённое время, в итоге судьи раздельным решением отдали победу японцу.

### Strikeforce
Имея в послужном списке 23 победы и только 6 поражений, в 2012 году Мартинс привлёк к себе внимание крупной американской организации Strikeforce и подписал с ней долгосрочный контракт. Должен был дебютировать здесь уже в сентябре, однако хедлайнер турнира Гилберт Мелендес травмировался, и организаторам пришлось отменить запланированный турнир. В итоге бразилец вышел в клетку Strikeforce уже январе 2013 года, выиграв единогласным судейским решением у своего соотечественника Жоржи Гургела. Данное выступление оказалось для него единственным под эгидой Strikeforce, вскоре организация была поглащена крупнейшим промоушеном мира Ultimate Fighting Championship, и все сильнейшие бойцы, имевшие контракт, перешли туда, в том числе и Мартинс.

### Ultimate Fighting Championship
Мартинс дебютировал в октагоне UFC в ноябре 2013 года — с помощью рычага локтя заставил сдаться Дарона Крюйкшенка, заработав при этом бонус за лучший приём вечера.
В 2014 году был нокаутирован Дональдом Серроне, пропустив сильный удар ногой в голову, но вскоре реабилитировался перед болельщиками, отправив в нокаут новичка организации Хуана Пуига и получив бонус за лучшее выступление вечера.
В 2015 году отметился победами над россиянами Рустамом Хабиловым и Исламом Махачевым, добавил в послужной список ещё одну награду за лучшее выступление вечера.
В октябре 2016 года на турнире в Англии провёл все три раунда против соотечественника Леонарду Сантуса, проиграв раздельным решением.
Последний раз дрался в клетке UFC в сентябре 2017 года, на турнире в Канаде встретился с канадцем Кайаном Джонсоном и в третьем раунде оказался в нокауте. Спустя два месяца после этого поражения появилась информация, что его отношения с организацией прекращены.

### Fight Nights Global
В марте 2018 года Адриану Мартинс подписал контракт с крупной российской организацией Fight Nights Global.

## Статистика в профессиональном ММА
| Боёв 38  | Побед 28 | Поражений 10 |
| -------- | -------- | ------------ |
| Нокаутом | 13       | 3            |
| Сдачей   | 3        | 0            |
| Решением | 12       | 7            |

| Результат | Рекорд | Соперник             | Способ                       | Турнир                                 | Дата             | Раунд | Время | Место                    | Примечание                                                    |
| --------- | ------ | -------------------- | ---------------------------- | -------------------------------------- | ---------------- | ----- | ----- | ------------------------ | ------------------------------------------------------------- |
| Поражение | 28-10  | Александр Шаблий     | Единогласное решение         | Fight Nights Global 87                 | 19 мая 2018      | 3     | 5:00  | Ростов-на-Дону, Россия   |                                                               |
| Поражение | 28-9   | Кайан Джонсон        | KO (удар рукой)              | UFC 215                                | 9 сентября 2017  | 3     | 0:49  | Эдмонтон, Канада         |                                                               |
| Поражение | 28-8   | Леонарду Сантус      | Раздельное решение           | UFC 204                                | 8 октября 2016   | 3     | 5:00  | Манчестер, Англия        |                                                               |
| Победа    | 28-7   | Ислам Махачев        | KO (удар рукой)              | UFC 192                                | 3 октября 2015   | 1     | 1:46  | Хьюстон, США             | Выступление вечера.                                           |
| Победа    | 27-7   | Рустам Хабилов       | Раздельное решение           | UFC Fight Night: Bigfoot vs. Mir       | 22 февраля 2015  | 3     | 5:00  | Порту-Алегри, Бразилия   |                                                               |
| Победа    | 26-7   | Хуан Пуиг            | KO (удар)                    | The Ultimate Fighter 19 Finale         | 6 июля 2014      | 1     | 2:21  | Лас-Вегас, США           | Выступление вечера.                                           |
| Поражение | 25-7   | Дональд Серроне      | KO (ногой в голову)          | UFC on Fox: Henderson vs. Thomson      | 25 января 2014   | 1     | 4:40  | Чикаго, США              |                                                               |
| Победа    | 25-6   | Дарон Крюйкшенк      | Сдача (рычаг локтя)          | UFC Fight Night: Belfort vs. Henderson | 9 ноября 2013    | 2     | 2:49  | Гояния, Бразилия         | Приём вечера.                                                 |
| Победа    | 24-6   | Жоржи Гургел         | Единогласное решение         | Strikeforce: Marquardt vs. Saffiedine  | 12 января 2013   | 3     | 5:00  | Оклахома-Сити, США       |                                                               |
| Победа    | 23-6   | Джимми Донахью       | TKO (удары руками)           | Jungle Fight 37                        | 31 марта 2012    | 1     | 1:02  | Сан-Паулу, Бразилия      | Защитил титул чемпиона Jungle Fight в лёгком весе.            |
| Победа    | 22-6   | Нейлсон Гомес        | TKO (удары руками)           | Jungle Fight 34                        | 26 ноября 2011   | 1     | 1:21  | Рио-де-Жанейро, Бразилия | Выиграл титул временного чемпиона Jungle Fight в лёгком весе. |
| Победа    | 21-6   | Марсиу Кастаньейра   | Сдача (гильотина)            | Mr. Cage 6                             | 30 сентября 2011 | 1     | N/A   | Манаус, Бразилия         |                                                               |
| Победа    | 20-6   | Диегу Брава Алвис    | Единогласное решение         | WFE 10: Platinum                       | 16 сентября 2011 | 5     | 5:00  | Салвадор, Бразилия       | Выиграл титул чемпиона WFE в лёгком весе.                     |
| Поражение | 19-6   | Франсиску Триналду   | Решение большинства          | Jungle Fight 30                        | 30 июля 2011     | 3     | 5:00  | Белен, Бразилия          | Бой за титул чемпиона Jungle Fight в лёгком весе.             |
| Победа    | 19-5   | Жамил Силвейра       | TKO (удары руками)           | Mr. Cage 5                             | 29 апреля 2011   | 2     | 2:19  | Манаус, Бразилия         |                                                               |
| Победа    | 18-5   | Ронилду Аугусту      | TKO (удары руками)           | Jungle Fight 27                        | 21 апреля 2011   | 1     | 2:54  | Бразилиа, Бразилия       | Выиграл титул временного чемпиона Jungle Fight в лёгком весе. |
| Победа    | 17-5   | Нилсон Асунсан       | TKO (остановлен секундантом) | Jungle Fight 26                        | 2 апреля 2011    | 1     | N/A   | Сан-Паулу, Бразилия      |                                                               |
| Победа    | 16-5   | Ронис Торрес         | Единогласное решение         | Amazon Show Combat                     | 9 сентября 2010  | 3     | 5:00  | Манаус, Бразилия         |                                                               |
| Победа    | 15-5   | Педру Ирие           | Раздельное решение           | MF 7: Rally Brazil                     | 24 июля 2010     | 3     | 5:00  | Итатиба, Бразилия        |                                                               |
| Победа    | 14-5   | Дилан Клей           | Единогласное решение         | VTC: Brazil vs. USA                    | 6 марта 2010     | 3     | 5:00  | Манаус, Бразилия         |                                                               |
| Поражение | 13-5   | Жамил Силвейра       | Раздельное решение           | Vision Fight                           | 20 декабря 2009  | 3     | 5:00  | Боа-Виста, Бразилия      |                                                               |
| Победа    | 13-4   | Даниел Триндади      | Единогласное решение         | Roraima Show Fight 5                   | 12 июля 2009     | 3     | 5:00  | Боа-Виста, Бразилия      |                                                               |
| Победа    | 12-4   | Луис Сантус          | Раздельное решение           | Hero’s The Jungle 3                    | 9 мая 2009       | 3     | 5:00  | Манаус, Бразилия         |                                                               |
| Поражение | 11-4   | Кэйта Накамура       | Раздельное решение           | Dream 6                                | 23 сентября 2008 | 2     | 5:00  | Сайтама, Япония          |                                                               |
| Поражение | 11-3   | Ронис Торрес         | TKO (остановлен врачом)      | Hero’s the Jungle 2                    | 7 апреля 2008    | 2     | N/A   | Манаус, Бразилия         |                                                               |
| Победа    | 11-2   | Диегу Браву Алвис    | Единогласное решение         | Amazon Challenge 2                     | 1 марта 2008     | 3     | 5:00  | Манаус, Бразилия         |                                                               |
| Победа    | 10-2   | Микел Аддариу Бастус | TKO (удары руками)           | Hero’s the Jungle                      | 13 октября 2007  | 1     | 4:24  | Манаус, Бразилия         |                                                               |
| Победа    | 9-2    | Жулиан Фарбин        | TKO (удары руками)           | Cassino Fight 4                        | 15 сентября 2007 | 3     | 1:19  | Манаус, Бразилия         |                                                               |
| Победа    | 8-2    | Лусиану Азеведу      | Раздельное решение           | Cassino Fight 3                        | 21 апреля 2007   | 3     | 5:00  | Манаус, Бразилия         |                                                               |
| Победа    | 7-2    | Стив Рейна           | Сдача (удушение сзади)       | Jungle Fight 6                         | 29 апреля 2006   | 2     | 0:35  | Манаус, Бразилия         |                                                               |
| Победа    | 6-2    | Даниел Триндади      | KO (удар коленом)            | Roraima Kombat                         | 8 апреля 2006    | 2     | 3:01  | Боа-Виста, Бразилия      |                                                               |
| Победа    | 5-2    | Жорже Клей           | TKO (удары руками)           | Amazon Ultimate Fight                  | 4 июня 2005      | 3     | 1:40  | Манаус, Бразилия         |                                                               |
| Победа    | 4-2    | Даниел Триндади      | KO (удары руками)            | Roraima Combat 1                       | 8 апреля 2005    | 2     | N/A   | Боа-Виста, Бразилия      |                                                               |
| Поражение | 3-2    | Глейсон Тибау        | Единогласное решение         | Amazônia Fight 1                       | 20 июня 2005     | 3     | 5:00  | Манаус, Бразилия         |                                                               |
| Поражение | 3-1    | Борис Йонстомп       | Решение судей                | Jungle Fight 2                         | 15 мая 2004      | 3     | 5:00  | Манаус, Бразилия         |                                                               |
| Победа    | 3-0    | Эрик Кардосо         | Единогласное решение         | Gladiator of the Jungle 1              | 7 марта 2004     | 1     | 10:00 | Манаус, Бразилия         |                                                               |
| Победа    | 2-0    | Роберт Фонсека       | KO (удары руками)            | Gladiator of the Jungle 1              | 7 марта 2004     | 1     | 4:53  | Манаус, Бразилия         |                                                               |
| Победа    | 1-0    | Лукас Лопес          | Единогласное решение         | Gladiator of the Jungle 1              | 7 марта 2004     | 1     | 10:00 | Манаус, Бразилия         |                                                               |